# Meranthium
Meranthium oder Teilblume ist die Bezeichnung für eine mögliche bestäubungsbiologische Einheit der Samenpflanzen, wenn sie nur einen Teil der morphologischen Einheit der Blüte darstellt.
Man unterscheidet drei grundsätzliche Formen: Meranthium, Pseudanthium und Euanthium; (Blume = Anthium).
Beim Meranthium besteht eine Blüte aus mehreren Einzelblumen. Während bei der typischen Einzelblüte, dem Euanthium, eine Blüte aus einer Blume besteht und bei der Scheinblüte, dem Pseudanthium, eine Blume aus mehreren Blüten besteht.
Es gibt dann noch das Exanthium, das den Außenkelch bezeichnet.
Ein Beispiel stellen die Vertreter der Gattung Iris (Schwertlilien) dar. Eine Blüte entspricht dort drei bestäubungsbiologischen Einheiten (Lippenblumen).